# La Tumba (cortometraje)
La Tumba es un cortometraje dirigido por la cineasta venezolana María Eugenia Morón, lanzado en 2015 y grabado en México. El cortometraje refleja la cárcel homónima de La Tumba del Servicio Bolivariano de Inteligencia (SEBIN) y las condiciones de tortura blanca en la que se mantiene a sus reclusos. Está basado en el caso de los dirigentes estudiantiles Lorent Saleh, Gabriel Valles y Gerardo Carrero. La Tumba recibió el primer premio en el Concurso Internacional de Cortometrajes sobre Derechos Humanos The Right Cut, entre otros reconocimientos.

## Trama
El cortometraje refleja la cárcel homónima de La Tumba, ubicada en Plaza Venezuela, Caracas, en instalaciones del Servicio Bolivariano de Inteligencia (SEBIN), y las condiciones de tortura blanca en la que se mantiene a sus reclusos, incluyendo aislamiento prolongado, privación del sueño y privación sensorial. Está basado en el caso de los dirigentes estudiantiles Lorent Saleh, Gabriel Valles y Gerardo Carrero.

## Elenco
- Franklin Virgüez
- Sebastián Torres
- Dimitri Araque
- Ángel López
- Jesús Delgado
- Daniel Torres
- Andrés Pérez
- Theodoro Quinto

## Producción
María Eugenia Morón, la directora del cortometraje, obtuvo la inspiración para la producción después de leer la crónica inspirada en la crónica del guionista y escritor Leonardo Padrón “Cinco sótanos contra el sol”, publicada el 8 de febrero de 2015 en el diario El Nacional y la cual relata la historia de los dirigentes estudiantiles Lorent Saleh, Gabriel Valles y Gerardo Carrero, detenidos en La Tumba. María Eugenia sintió indignación y la necesidad de hacer algo. En tres horas escribió un guion inicial de trece páginas, y tras enviárselo a su amigo Sebastián Torres, guionista y participante en la producción del cortometraje posteriormente, Morón decidió enviárselo a Leonardo Padrón. A Padrón le gustó la idea y ayudó en la recaudación de fondos del cortometraje. El crowdfunding tuvo como meta un presupuesto de 10.000 dólares, y aunque sólo se obtuvo la mitad del objetivo inicial, el apoyo de tanto venezolanos como mexicanos hicieron posible la producción.El cortometraje tuvo como objetivo llamar la atención tanto nacional como internacional a la tortura y a las violaciones de los derechos humanos en Venezuela.La producción tardó nueve meses, tanto la etapa pre como post, y se realizó con la ayuda de venezolanos en el exterior, además de la colaboración y el financiamiento de organizaciones como Acción Politik, Social Content, EFD, Multivision Audiovisual y Cluster.
A pesar de estar inspirado en la crónica de Leonardo Padrón, la directora investigó y recabó testimonios para la grabación, contactando a los familiares de reclusos en La Tumba.Luego de presentar una obra de microteatro en Ciudad de México, Sebastián Torres se encontró con Franklin Virgüez, quien formaba parte de la audiencia, y compartieron contactos. Pocos días después, los directores del cortometraje lo llamaron para interpretar a uno de los personajes principales, el director del penal.
Originalmente se planeaba grabar el cortometraje en Venezuela, pero políticamente era demasiado arriesgado: el mismo año, se le había prohibido la salida del país a los directivos de tres medios de comunicación por publicar una noticia del periódico ABC de España sobre Diosdado Cabello. La producción fue grabada en México. Aunque la gran mayoría de los participantes vivían afuera de Venezuela, alrededor del 70% no quisieron ser acreditados por miedo a represalias contra sus familiares, obligando a usar seudónimos.

## Recepción
La Tumba ganó el primer lugar en el Concurso Internacional de Cortometrajes sobre Derechos Humanos The Right Cut,obtuvo el tercer lugar como cortometraje en The Monthly Film Festival (TMFF) en diciembre de 2015, fue nominada a los Victory Awards como Innovación Política y formó parte de la selección oficial del Festival de Cine Independiente de Nueva York. El cortometraje fue subido en YouTube, pero para 2016 no había podido ser proyectado en Venezuela.